# Family Ties (film, 2006)
Pour les articles homonymes, voir Family Ties.
Pour plus de détails, voir Fiche technique et Distribution.
Family Ties (가족의 탄생, Gajokeui tansaeng) est un film sud-coréen réalisé par Kim Tae-yong, sorti en 2006.

## Synopsis
Mira tient à snack bar et retrouve son frère dont elle n'avait pas de nouvelles depuis cinq ans. Celui-ci est désormais marié à une femme qui a vingt ans de plus que lui.

## Fiche technique
- Titre : Family Ties
- Titre original : 가족의 탄생 (Gajokeui tansaeng)
- Réalisation : Kim Tae-yong
- Scénario : Sung Ki-yeong et Kim Tae-yong
- Musique : Jo Sung-woo
- Photographie : Cho Yong-kyou
- Montage : Sung Soo-a
- Production : Bae Yong-kook, Baik Yeon-ja, Jung Tae-woon et Park Se-won
- Société de production : Blue Storm Production, IMX, JK Sparkle et Nexus Investment
- Pays :  Corée du Sud
- Genre : Drame
- Durée : 113 minutes
- Dates de sortie : 
  -  Corée du Sud : 18 mai 2006

## Distribution
- Moon So-ri : Mira
- Ko Du-shim : Mu-shin
- Uhm Tae-woong : Hyung-chul
- Kong Hyo-jin : Sun-kyung
- Bong Tae-gyu : Kyung-suk
- Kim Hye-ok : la mère de Sun-kyung
- Jung Yu-mi
- Go Gyu-pil

## Distinctions
Le film a été nommé pour quatre Blue Dragon Film Awards et en a reçu deux : meilleur réalisateur et meilleur second rôle féminin pour Jung Yu-mi. 